# Celestial (Versäo Brasil)
Celestial (Versão Brasil) è il terzo album in studio in lingua portoghese (per il mercato brasiliano) del gruppo musicale messicano RBD, pubblicato nel 2006.
Si tratta della versione brasiliana del terzo album in studio del gruppo in lingua spagnola, ossia Celestial.

## Tracce
1. Ser Ou Parecer – 3:33
2. Celestial – 3:27
3. Talvez Depois – 3:06
4. Me Dar – 4:04
5. Me Cansei – 2:40
6. Sua Doce Voz – 3:18
7. Beija-me Sem Medo – 3:20
8. Quem Sabe – 3:35
9. Es Por Amor (Reworked version) – 3:16
10. Aburrida y Sola (New version) – 3:52
11. Algún Día (New version) – 4:06